# Marta Le Bouteiller
Marthe le Bouteiller (ur. 2 grudnia 1816 w Percy, zm. 18 marca 1883 w Saint-Sauveur-le-Vicomte) – francuska Błogosławiona Kościoła katolickiego.

## Życiorys
Miała czworo rodzeństwa. Mając 25 lat wstąpiła do zgromadzenia Szkół Chrześcijańskiego Miłosierdzia i przyjęła imię zakonne Marta. Była zafascynowana historią życia św. Marii Magdaleny Postel – założycielki zgromadzenia. Wykonywała różne posługi w zakonie. Zmarła mając 66 lat w opinii świętości.
Została beatyfikowana przez papieża Jana Pawła II w dniu 4 listopada 1990 roku.